# Спорминоре
Спормино̀ре (на италиански: Sporminore; на ладински: Sporpìcol, Спорписол) е село и община в Северна Италия, автономна провинция Тренто, автономен регион Трентино-Южен Тирол. Разположено е на 515 m надморска височина. Населението на общината е 709 души (към 2018 г.).